# 松岡徹
松岡 徹（まつおか とおる、1951年11月26日 ‐ ）は、日本の元政治家、部落解放運動家。元大阪市役所職員、元参議院議員（2004年 - 2010年、1期）。

## 経歴
- 大阪府大阪市西成区北津守出身。

- 初芝高等学校（現・初芝立命館中学校・高等学校）卒業。

- 1972年に大阪市職員となり、社会同和教育指導員として勤務していたが、1989年に退職。

- 1991年には日本社会党公認で大阪市議会議員に当選し、2003年まで3期務める。
- 市議就任の前から部落解放同盟で活動しており、本人の記述によると1975年部落解放同盟に参加、青年部に入り1977年〜1988年大阪府連専従オルグ担当[1]、1984年、部落解放同盟西成支部執行委員、1988年、大阪府連執行委員、1990年、中央本部中央委員・大阪府連執行委員長（政官要覧平成21年秋号）、2002年には部落解放同盟中央書記長に就任する。

- 2004年の第20回参議院議員通常選挙に民主党公認で比例区より立候補し、初当選を果たした。

- 2006年4月26日、東京・永田町の参議院議員会館で行われた「共謀罪に反対する超党派国会議員と市民の緊急院内集会」で呼びかけ人を務めた[2]。

- 2007年9月、民主党『次の内閣』ネクスト法務副大臣に就任。

- 2010年7月、第22回参議院議員通常選挙に民主党公認で比例区より立候補し再選を目指したものの、落選する[3]。

- 2016年、民進党大阪府連顧問[4]。

## 政策
- 選択的夫婦別姓制度に賛成[5]。

## 所属団体・議員連盟
- 反差別国際運動日本委員会（専務理事）
- アジア・太平洋人権情報センター（理事）
- ニューメディア人権機構（理事）
- 西成地区まちづくり委員会（顧問）
- ヒューマンライツ教育財団（理事長）
- 在日韓国人をはじめとする永住外国人住民の法的地位向上を推進する議員連盟
- 人権政策推進議員連盟（事務局次長）
- 日朝国交正常化推進議員連盟（委員）
- 共謀罪に反対する超党派国会議員と市民の集い（呼びかけ人）[6]